# University of Northern Colorado
Die University of Northern Colorado (auch Northern Colorado genannt) ist eine staatliche Universität in Greeley im US-Bundesstaat Colorado. Die Hochschule wurde 1889 als Colorado State Normal School gegründet. Derzeit sind hier 11.800 Studenten eingeschrieben.

## Sport
Die Sportteams der Northern Colorado sind die Bears. Die Hochschule ist Mitglied in der Big Sky Conference.

## Persönlichkeiten
- Bill Frisell (* 1951) – Jazz-Gitarrist
- Greg Germann (* 1958) – Schauspieler
- Dalton Knecht (* 2001) – Basketballspieler
- James A. Michener (1907–1997) – Schriftsteller
- Sayyid Qutb (1906–1966) – Schriftsteller und Islamist
- Tom Tancredo (* 1945) – Mitglied des US-Abgeordnetenhaus
- Connie Willis (* 1945) – Science-Fiction-Autorin
- Chesley Sullenberger (* 1951) – Pilot, bekannt durch erfolgreiche Notwasserung im Hudson River, New York City